# Villeta
Villeta és un municipi de Cundinamarca, Colòmbia, situat a la província del Gualivá. Es troba a 91 km de Bogotà i és considerada la capital de la província. El seu nom significa "Petita Vila" i està consagrada a San Miquel Arcàngel. També és coneguda com "La Ciudad Dulce de Colombia", pel seu gran cultiu de canya de sucre, amb la qual produeixen «la Panela».